# 탑캣
《탑캣》(영어: Top Cat)은 한나 바베라 프로덕션 제작의 미국의 TV 애니메이션으로, 미국에서는 1961년 9월 27일부터 1962년 4월 18일까지 ABC 방송에서 방송되었다.